# Nelson Muntz
Nelson Mandela Muntz est un personnage de la série télévisée Les Simpson. C'est une brute âgée de 10 ans qui passe son temps à errer dans les rues en quête d'un mauvais coup à faire. Il ne manque pas une occasion de se moquer de quelqu'un grâce à son rire célèbre et méprisant « Ha ! Ha ! ». Il est un des antagonistes de la série, un ennemi de Bart.
Il a été introduit dans la série avec l'épisode Terreur à la récré (5e épisode de la saison 1). Dans cet épisode, il passe Bart à tabac, mais ce dernier se vengera de la brute. Dans cet épisode, Nelson est accompagné de deux acolytes qui disparaitront progressivement de la série. Ils seront ensuite remplacés par Dolph, Kerney et Jimbo. Dans l'épisode dans lequel il est introduit, son nom de famille est Mortin.

## Biographie
Nelson représente l'échec du système scolaire américain ainsi que les difficultés de la jeunesse des couches sociales les plus basses qui ne peuvent pas s'en sortir. Matt Groening, le créateur de la série, l'a prénommé ainsi en référence à la prise de combat Nelson.
Délaissé par sa mère, une strip-teaseuse ex-taularde qui n'est que rarement chez elle et par son père qui a abandonné sa famille (on découvre dans un épisode que celui-ci, sorti pour acheter des cigarettes, n'est finalement jamais revenu), Nelson fait fréquemment l'école buissonnière.
Son grand-père, Thomas Muntz, est juge à la Cour suprême des États-Unis.
Sa stature et sa force lui seront pourtant d'une grande aide lorsqu'il deviendra quart-arrière au sein de l'équipe de football de Springfield. Il sera alors un élément indispensable de l'équipe et unanimement apprécié.
C'est d'ailleurs la fin de cet épisode, lorsque son équipe gagne le match, que l'on voit pour la première fois le père de Nelson. Ce dernier le fait monter sur sa moto et propose de l'emmener au "sein nu pour fêter ça", mais Nelson refuse car il ne veut pas déranger sa mère au travail (Fou de foot).

## Personnalité
Il a une personnalité assez complexe. Au fil des épisodes, on se rend compte qu'elle ne se limite pas à l'image d'une brute. Il est faux d'affirmer qu'il n'est que violent, stupide, égoïste et méchant, même s'il se révélera incapable de changer en bien.
On lui découvre dans certains épisodes une vive intelligence comme dans C comme crétin (14e épisode de la saison 19) où il soupçonne à juste titre Bart et Lisa d'avoir fait tomber Martin Prince du haut d'une falaise. Nelson est aussi très doué en couture mais il n'ose pas le dire.
Sa personnalité est celle du dur, mais il cache un côté doux. Dans un épisode, il parle de myrtilles en récréation, mais lorsque le proviseur Skinner arrive, il parle de bagarre. Il est fan de Blanche-Neige et d'Andy Williams, il pleure d'ailleurs à son concert à Branson. Lorsqu'il sort avec Lisa Simpson dans l'épisode Le Gros Petit Ami de Lisa, il la traite avec respect et essaye même de changer pour elle pendant un bref instant.

## Relations avec les autres personnages

### Dolph, Kearney et Jimbo
Dolph, Kearney et Jimbo sont les principaux compagnons de Nelson, même si en fait, il ne s'agit pas d'un groupe de quatre mais d'un groupe de trois auquel se joint Nelson par moments.
Parmi leurs activités favorites, on peut citer :
- Voler au Minimarché Kwik-E-Mart ou aux grandes surfaces.
- Resquiller au cinéma de Springfield.
- Malmener Milhouse ou Martin.
- Malmener Bart ou s'amuser avec lui.
- Fumer.
- Se moquer des autres et rire bêtement.

### Bart Simpson
Leur relation varie selon les épisodes. En général, Bart se montre assez admiratif à l'égard de Nelson et essaie même parfois de l'imiter, mais ce dernier peut aussi s'amuser à frapper Bart...

La première apparition de Nelson est l'occasion de le présenter comme l'ennemi de Bart. Pourtant, dans beaucoup épisodes, ils sont amis et il leur arrive de préparer des mauvais coups ensembles. Dans l'épisode La Dernière Tentation d'Homer (9e épisode de la saison 5), Bart dit aux trois brutes « Cognez moi et c'est l'un d'entre vous que vous cognerez ». Nelson répond alors simplement « Comme tu veux » avant de le frapper.
Leur relation pourrait être résumée à deux copains qui se chamaillent régulièrement. En effet, bien souvent ils ne manifestent l'un pour l'autre, aucun signe d'amitié profonde ou d'hostilité. Mais leurs chemins se croisent régulièrement sans pour autant qu'il se passe d'évènement notable à chaque fois.
Cependant, dans un épisode, Bart parlera de lui comme « son autre meilleur ami » (avec Milhouse), tandis que dans un autre, il en parle comme de son « pire ennemi ».

### Lisa Simpson
Dans l'épisode Le Gros Petit Ami de Lisa (7e épisode de la saison 8), Lisa se rend compte que Nelson n'est peut-être pas si mauvais qu'il paraît et tombe amoureuse de lui. Elle est convaincue qu'elle peut rendre Nelson meilleur et celui-ci fait des efforts tant bien que mal pour la satisfaire. Mais Lisa sera déçue par Nelson qui se montrera odieux et incapable de changer. Depuis, Lisa et Nelson sont néanmoins restés en bons termes et il se pourrait qu'ils aient encore des sentiments l'un pour l'autre. Par exemple, Nelson fera preuve de galanterie envers Lisa et celle-ci lui gardera une place dans son Journal des Enfants même si en fait, Nelson l'avait menacée.

### Les autres élèves
Nelson n'entretient pas de rapport particulier avec les autres élèves, hormis Milhouse et Martin qu'il a pris pour souffre-douleur. Son jeu favori est de les obliger à se frapper eux-mêmes (ou alors c'est Nelson qui les frappe en utilisant leurs membres), tout en leur disant d'arrêter de se frapper, ce qui révèle son côté sadique.
Dans l'épisode 5 de la première saison, Terreur à la récré, lassés de son comportement, tous les élèves de l'école s'associent pour lui mettre une raclée.